# Región Cascades
La región Cascades es una de las 13 regiones administrativas de Burkina Faso. Fue instaurada el 2 de julio del año 2001 y tiene una población de 531 808 personas (2006). La capital de la zona es Banfora. Dos provincias, Comoé y Léraba, constituyen la región.
- Datos: Q850043
- Multimedia: Cascades (Burkina Faso) / Q850043